# Prosiebensat.1 Media
Prosiebensat.1 Media AG, stiliserat som ProSiebenSat.1 Media AG, är en tysk mediakoncern med de inhemska TV-kanalerna Prosieben, Sat.1, Kabel eins och sixx, tidigare även N24.

## Historik
Koncernen skapades 2000 genom sammanslagningen av Pro Sieben Media AG (Prosieben, Kabel 1 och N24) och Sat.1 Satellitenfernsehen Gmbh.
I juni 2007 köptes SBS Broadcasting Group upp av Prosiebensat.1 Media. Detta innebar att man i Sverige förvärvade TV-kanalerna Kanal 5 och Kanal 9 samt bland annat radionätverken Mix Megapol och Rockklassiker. Efter att företaget genomgått ekonomiska svårigheter fick man dock sälja ifrån sig bland annat de belgiska (såldes 2011) och nordiska (såldes 2013) verksamheterna inom SBS Broadcasting Group.
I oktober 2015 köpte Prosiebensat 1 via dotterbolaget Prosiben Travel det svenska bolaget Etraveli. Prosieben Travel Gmbh är ett dotterbolag till Prosiebensat.1 och aktierna såldes för ett totalt värde av cirka  235 M EUR / 2.2 MDR SEK. Prosiebensat.1 är ett mediabolagen i Europa inom media och e-handel. Etraveli är en av de fem största flygcentrerade online-aktörerna i Europa, verksamt i 40 länder. De senaste åren har företaget växt  och  ökat sin lönsamhet, det första halvåret 2015 ökade nettoomsättningen med 34 procent.